# Rio Dourado
Il Rio Dourado è un affluente del fiume Tietê nello Stato di San Paolo in Brasile.

## Percorso
Il fiume nasce nei pressi di Pirajuí e prosegue poi il suo corso verso nord-est nello stato di San Paolo, sempre più o meno parallelo alla strada SP-300. Sfocia infine nel fiume Tietê non lontano da Sabino.